# Mammillari
I Mammillari furono una setta nata da uno scisma interno agli anabattisti della città olandese di Haarlem, nel primo Seicento.

## Storia
Il gruppo si originò dal contrasto determinatosi su come considerare la libertà presasi da un giovane di palpare il seno alla ragazza che intendeva sposare. Mentre gli uni sostenevano la necessità del ricorso alla scomunica, altri ritenevano che la sua colpa meritasse di essere perdonata. Tra le due fazioni si giunse in breve a una rottura totale e gli indulgenti furono chiamati "mammillari".  Pierre Bayle vi dedicò una voce del suo Dictionnaire historique et critique, in cui sosteneva, non senza ironia, che un simile scisma dimostrava come gli anabattisti spingessero la severità della morale ben oltre quella di tutti i rigoristi cristiani, condannando alla scomunica il peccatore e rompendo la comunione ecclesiastica con coloro che non erano disposti a scomunicarlo.